# Wire (ソフトウェア)
Wire (ワイヤ) は、Wire Swiss GmbHによって作成されたエンドツーエンド暗号化メッセンジャーソフトウェアである。 iOS、Android、Linux、Windows、macOS、FirefoxなどのWebブラウザで動作する。Wireはテキストメッセージ、画像、動画、ファイルなどを送受信できる。また音声電話、ビデオ通話、画面共有が可能で、ビデオ会議に使用できる。
Wireの従業員の多くは、以前はSkypeで働いていた。 Skypeの共同創設者Janus FriisがWireの作成を支援した。